# Rudolf III (król Burgundii)
Rudolf III Próżniak (ur. w 971, zm. 5/6 września 1032) – ostatni niezależny król Burgundii (Arelatu) w latach 993–1032. Ostatni męski przedstawiciel dynastii tzw. Welfów starszych lub burgundzkich.
Był pierwszym synem, trzecim dzieckiem i następcą Konrada I Spokojnego oraz jego żony Matyldy (943–992), córki Ludwika IV Zamorskiego, króla Franków Zachodnich. Na tron wstąpił jako jedyny legalny syn Konrada po jego śmierci, gdy miał ok. 22 lat. Przez całe panowanie starał się łagodzić rolę możnych współpracą z duchowieństwem i donacjami, musiał też mierzyć się z rosnącą potęgą Niemiec oraz Otto Wilhelma, hrabiego Burgundii (tzw. pierwszego królestwa Burgundii). Wobec braku potomków Rudolf III w maju 1006 zdecydował się na układ z cesarzem Henrykiem II, który miał przejąć królestwo po śmierci Rudolfa. Po śmierci cesarza, zostania dziedzicem Burgundii domagał się jego następca Konrad II. Przeciwnikami tego rozwiązania byli okoliczni możni Odon II z Blois oraz kolejny hrabia Burgundii Reginald I. Ostatecznie Konrad II i Rudolf III podpisali taki sam pakt. Po bezpotomnej śmierci władcy w wieku 61 lat władzę przejął cesarz (tytułujący się odtąd formalnie aż do 1378 królem Burgundii oprócz zwyczajowego króla Niemiec i Włoch). Nieskuteczną próbę uzyskania władzy w Arelacie podjął Odon II z Blois, pokonany przez wspólne siły niemiecko-francuskie.
Pierwszą żoną króla była Ageltruda (zm. pomiędzy 21 marca 1008 a 21 lutego 1011). Około 1016 roku poślubił Ermengardę (zm. 25 lub 27 sierpnia po 1057), wdowę po hrabim i margrabim Prowansji Rotboldzie III. Nie doczekał się żadnego legalnego potomstwa, jedynie z nieznaną z imienia kochanką doczekał się syna Huguesa (zm. 31 sierpnia 1038), biskupa Lozanny od 1019.